# British Academy Film Awards 1991
Die 44. Verleihung der British Academy Film Awards fand 1991 statt. Die Filmpreise der British Academy of Film and Television Arts (BAFTA) wurden in 19 Kategorien verliehen, hinzu kamen vier Spezial- bzw. Ehrenpreis-Kategorien. Die Verleihung zeichnete Filme des Jahres 1990 aus.
| Film                                      | N  | A |
| ----------------------------------------- | -- | - |
| Cinema Paradiso                           | 11 | 5 |
| Dick Tracy                                | 7  | 2 |
| GoodFellas – Drei Jahrzehnte in der Mafia | 7  | 5 |
| Verbrechen und andere Kleinigkeiten       | 6  | 0 |
| Ghost – Nachricht von Sam                 | 4  | 1 |
| Miss Daisy und ihr Chauffeur              | 4  | 1 |
| Pretty Woman                              | 4  | 0 |
| Die fabelhaften Baker Boys                | 3  | 1 |
| Grüße aus Hollywood                       | 3  | 0 |
| Jagd auf Roter Oktober                    | 3  | 0 |
| Geboren am 4. Juli                        | 2  | 0 |
| Himmel über der Wüste                     | 2  | 1 |

## Preisträger und Nominierungen
Mit elf Nominierungen galt Giuseppe Tornatores Cinema Paradiso im Vorfeld als Favorit und erhielt schließlich fünf Auszeichnungen. Ebenso viele Preise gewann Martin Scorseses GoodFellas – Drei Jahrzehnte in der Mafia, der im Vorfeld sieben Nominierungen erhalten hatte. Verlierer des Abends wurden Woody Allens Verbrechen und andere Kleinigkeiten sowie die Filmkomödie Pretty Woman, die bei sechs bzw. vier Nominierungen leer ausgingen.

### Bester Film
GoodFellas – Drei Jahrzehnte in der Mafia (Goodfellas) – Irwin Winkler, Martin Scorsese
Miss Daisy und ihr Chauffeur (Driving Miss Daisy) – Richard D. Zanuck, Lili Fini Zanuck, Bruce Beresford
Pretty Woman – Arnon Milchan, Steven Reuther, Garry Marshall
Verbrechen und andere Kleinigkeiten (Crimes and Misdemeanors) – Robert Greenhut, Woody Allen

### Beste Regie
Martin Scorsese – GoodFellas – Drei Jahrzehnte in der Mafia (Goodfellas)
Woody Allen – Verbrechen und andere Kleinigkeiten (Crimes and Misdemeanors)
Bruce Beresford – Miss Daisy und ihr Chauffeur (Driving Miss Daisy)
Giuseppe Tornatore – Cinema Paradiso (Nuovo cinema Paradiso)

### Bester Hauptdarsteller
Philippe Noiret – Cinema Paradiso (Nuovo cinema Paradiso)
Sean Connery – Jagd auf Roter Oktober (The Hunt for Red October)
Tom Cruise – Geboren am 4. Juli (Born on the Fourth of July)
Robert De Niro – GoodFellas – Drei Jahrzehnte in der Mafia (Goodfellas)

### Beste Hauptdarstellerin
Jessica Tandy – Miss Daisy und ihr Chauffeur (Driving Miss Daisy)
Shirley MacLaine – Grüße aus Hollywood (Postcards from the Edge)
Michelle Pfeiffer – Die fabelhaften Baker Boys (The Fabulous Baker Boys)
Julia Roberts – Pretty Woman

### Bester Nebendarsteller
Salvatore Cascio – Cinema Paradiso (Nuovo cinema Paradiso)
Alan Alda – Verbrechen und andere Kleinigkeiten (Crimes and Misdemeanors)
John Hurt – Das Feld (The Field)
Al Pacino – Dick Tracy

### Beste Nebendarstellerin
Whoopi Goldberg – Ghost – Nachricht von Sam (Ghost)
Anjelica Huston – Verbrechen und andere Kleinigkeiten (Crimes and Misdemeanors)
Shirley MacLaine – Magnolien aus Stahl (Steel Magnolias)
Billie Whitelaw – Die Krays (The Krays)

### Bestes adaptiertes Drehbuch
Nicholas Pileggi, Martin Scorsese – GoodFellas – Drei Jahrzehnte in der Mafia (Goodfellay)
Carrie Fisher – Grüße aus Hollywood (Postcards from the Edge)
Ron Kovic, Oliver Stone – Geboren am 4. Juli (Born on the Fourth of July)
Michael Leeson – Der Rosenkrieg (The War of the Roses)
Alfred Uhry – Miss Daisy und ihr Chauffeur (Driving Miss Daisy)

### Bestes Original-Drehbuch
Giuseppe Tornatore – Cinema Paradiso (Nuovo cinema Paradiso)
Woody Allen – Verbrechen und andere Kleinigkeiten (Crimes and Misdemeanors)
J. F. Lawton – Pretty Woman
Bruce Joel Rubin – Ghost – Nachricht von Sam (Ghost)

### Beste Kamera
Vittorio Storaro – Himmel über der Wüste (The Sheltering Sky)
Michael Ballhaus – GoodFellas – Drei Jahrzehnte in der Mafia (Goodfellas)
Freddie Francis – Glory
Blasco Giurato – Cinema Paradiso (Nuovo cinema Paradiso)

### Bestes Szenenbild
Richard Sylbert – Dick Tracy
Andrea Crisanti – Cinema Paradiso (Nuovo cinema paradiso)
Terence Marsh – Jagd auf Roter Oktober (The Hunt for Red October)
Gianni Silvestri – Himmel über der Wüste (The Sheltering Sky)

### Beste Kostüme
Richard Bruno – GoodFellas – Drei Jahrzehnte in der Mafia (Goodfellas)
Beatrice Bordone – Cinema Paradiso (Nuovo cinema Paradiso)
Milena Canonero – Dick Tracy
Marilyn Vance – Pretty Woman

### Beste Maske
John Caglione Jr., Doug Drexler – Dick Tracy
Christine Beveridge, The Jim Henson Creature Shop – Hexen hexen (The Witches)
Ben Nye Jr. – Ghost – Nachricht von Sam (Ghost)
Maurizio Trani – Cinema Paradiso (Nouvo cinema Paradiso)

### Beste Filmmusik
Andrea Morricone, Ennio Morricone – Cinema Paradiso (Nuovo cinema Paradiso)
George Fenton – Memphis Belle
Dave Grusin – Die fabelhaften Baker Boys (The Fabulous Baker Boys)
Carly Simon – Grüße aus Hollywood (Postcards from the Edge)

### Bester Schnitt
Thelma Schoonmaker – GoodFellas – Drei Jahrzehnte in der Mafia (Goodfellas)
Richard Marks – Dick Tracy
Mario Morra – Cinema Paradiso (Nuovo cinema paradiso)
Susan E. Morse – Verbrechen und andere Kleinigkeiten (Crimes and Misdemeanors)

### Bester Ton
Gary Alexander, Doug Hemphill, Chris Jenkins, J. Paul Huntsman, Stephan von Hase – Die fabelhaften Baker Boys (The Fabulous Baker Boys)
Don Bassman, Richard Bryce Goodman, Cecelia Hall, George Watters II – Jagd auf Roter Oktober (The Hunt for Red October)
David E. Campbell, Thomas Causey, Dennis Drummond, Doug Hemphill, Chris Jenkins – Dick Tracy
Jon Huck, Richard Hymns, David Parker, Randy Thom – Wild at Heart – Die Geschichte von Sailor und Lula (Wild at Heart)

### Beste visuelle Effekte
Gesamtes Effektteam – Liebling, ich habe die Kinder geschrumpft (Honey, I Shrunk the Kids)
Gesamtes Effektteam – Dick Tracy
Gesamtes Effektteam – Die totale Erinnerung – Total Recall (Total Recall)
Gesamtes Effektteam – Ghost – Nachricht von Sam (Ghost)

### Bester animierter Kurzfilm
Toxic – Andrew McEwan
Deadsy – David Anderson
Der Tod des Stalinismus in Böhmen (Konec stalinismu v Čechách) – Jan Švankmajer

### Bester Kurzfilm
Say Goodbye – Michele Camarda, John Roberts
An der Grenze – Michael Drexler, Max Linder
Chicken – Julian Nott, Jo Shoop
Dear Rosie – Peter Cattaneo, Barnaby Thompson

### Bester nicht-englischsprachiger Film
Cinema Paradiso (Nuovo cinema Paradiso), Italien – Franco Cristaldi, Giuseppe Tornatore
Eine Komödie im Mai (Milou en mai), Frankreich/Italien – Louis Malle
Jesus von Montreal (Jésus de Montréal), Kanada/Frankreich – Denys Arcand, Roger Frappier, Pierre Gendron
Milch und Schokolade (Romuald et Juliette), Frankreich – Philippe Carcassonne, Jean-Louis Piel, Coline Serreau

### Bester Dokumentarfilm
Harold Lioyd – The Third Genius – Kevin Brownlow, David Gill
The Last African Flying Boat – David Wallace
Viewpoint: Cambodia, The Betrayal – A Special Report by John Pilger – David Munro
Viewpoint: Ceausescu’s Children – Patricia Ingram

## Spezial- und Ehrenpreise

### Academy Fellowship
- Louis Malle – französischer Filmregisseur

### Herausragender britischer Beitrag zum Kino (Michael Balcon Award)
(Outstanding British Contribution to Cinema)
- Jeremy Thomas – britische Filmproduzent (Der letzte Kaiser, Himmel über der Wüste)

### Special Award
- Deborah Kerr – CBE, britische Schauspielerin
- Angela Lansbury – DBE, britische Schauspielerin
- Alistair Cooke – KBE, britisch-amerikanischer Journalist

### Special Award for Craft
- John Box –  britischer Filmarchitekt